# El Porvenir, La Independencia
El Porvenir är en ort i Mexiko.   Den ligger i kommunen La Independencia och delstaten Chiapas, i den sydöstra delen av landet, 800 km öster om huvudstaden Mexico City. El Porvenir ligger 1 537 meter över havet och antalet invånare är 145.
Terrängen runt El Porvenir är en högslätt. Runt El Porvenir är det ganska glesbefolkat, med 43 invånare per kvadratkilometer. Närmaste större samhälle är Las Margaritas, 8,7 km norr om El Porvenir. I omgivningarna runt El Porvenir växer huvudsakligen savannskog.